# Ernst Anschütz

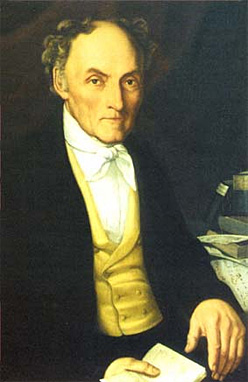
Ernst Anschütz

Ernst Gebhard Salomon Anschütz (* 28. Oktober 1780 in Goldlauter; † 18. Dezember 1861 in Leipzig) war ein deutscher Lehrer, Organist, Lyriker und Komponist, der Texte und Melodien zahlreicher bekannter Volks- und Kinderlieder verfasste. Sein berühmtestes Lied ist O Tannenbaum.

## Leben
Anschütz wurde 1780 in Goldlauter bei Suhl (Kurfürstentum Sachsen) als Sohn des Ortspfarrers Johann Heinrich Friedrich Christian Anschütz geboren. Er verbrachte seine Kindheit im Pfarrhaus, wo er vom Vater und einem Hauslehrer unterrichtet wurde. Er besuchte dann von 1795 bis 1798 das Gymnasium in Schleusingen. Auf Wunsch des Vaters folgte ein Theologie-Studium in Leipzig, jedoch promovierte Anschütz 1802 in Philosophie. Bereits 1799 hatte er eine erste Stelle an der Wendlerschen Freischule von Johann Wendler in Leipzig angetreten. 1806 wechselte er an die Bürgerschule auf der Moritzbastei.
Als sein Vater 1806 starb, wünschte sich die Kirchgemeinde den Sohn als Nachfolger. Die Pfarrstelle wurde ihm ein Jahr lang freigehalten und der spätere „Büchermörder“ Johann Georg Tinius betreute von Oktober 1806 bis April 1807 die Kirchgemeinde. Die Pfarrstelle wurde erst neu besetzt, als Anschütz sich anders entschieden hatte und in Leipzig blieb.
Anschütz spielte ausgezeichnet Klavier, Orgel, Violine, Cello und Klarinette und gab auch Privatunterricht an diesen Instrumenten. Er selbst studierte einige Jahre Generalbass bei Johann Gottfried Schicht und nahm großen Anteil am musikalischen Leben Leipzigs.
1809 wurde er Mitglied der Freimaurerloge Apollo, der er nach eigenen Worten „einen großen Teil der Tätigkeit seines Lebens“ widmete. Vermutlich blieb ihm deshalb die beabsichtigte Direktorenstelle an der Bürgerschule Zittau verwehrt. Er hatte immer wieder Schwierigkeiten, seine Frau und die sieben Kinder zu ernähren. Dennoch verzichtete er auf große Honorare bei der Veröffentlichung seiner Bücher, um sie für die Kinder in der Schule bezahlbar zu halten. 1819 nahm er zusätzlich die Stelle als Kantor und Organist an der Leipziger Neukirche (später Matthäikirche) an. Trotz seiner Armut genoss Anschütz Achtung und Anerkennung in den wohlhabenden Kaufmanns- und Buchhändlerkreisen Leipzigs, was z. B. in den Freundschaftsbeziehungen zu Anton Philipp Reclam und Musikern des Gewandhauses zum Ausdruck kam.
Er arbeitete 50 Jahre lang in Leipzig als Lehrer und Organist, sammelte in dieser Zeit intensiv Volks- und Kinderlieder und verfasste Texte und Melodien. Viele ältere Lieder arbeitete Anschütz kindgerecht um. Sein berühmtestes Lied O Tannenbaum war ursprünglich ein Lied von August Zarnack über einen enttäuschten Liebhaber, bis Anschütz es 1824 zum Weihnachtslied umschrieb, indem er die erste Strophe behielt und zwei neue Strophen dazudichtete.
Anschütz gab das in Deutschland für das Schulsingen wegweisende Musikalische Schulgesangbuch heraus (Reclam, Leipzig, 3 Bände: 1824, 1828 und 1830). Er führte 55 Jahre lang von 1807 bis 1861 gewissenhaft Tagebücher, die teilweise auch gedruckt wurden, aber zu einem Großteil 1953 verloren gingen. Er hielt u. a. die Hinrichtung Johann Christian Woyzecks fest, die am 27. August 1824 auf dem Marktplatz in Leipzig stattfand.
Ernst Anschütz starb am 18. Dezember 1861 in seiner Wahlheimat Leipzig. Er wurde auf dem Neuen Johannisfriedhof beigesetzt. In Goldlauter wurde eine Straße nach ihm benannt.

## Werke

### Lieder
Anschütz schuf eine Vielzahl bekannter Lieder, darunter
- Alle Jahre wieder (alternative Melodiefassung), Text: Wilhelm Hey
- Auf dem grünen Rasen
- Ei, ei, ei, ihr Hühnerchen
- Es klappert die Mühle am rauschenden Bach.
- Fuchs, du hast die Gans gestohlen, 1824
- O Tannenbaum, 1824
- O Weihnachtszeit
- Wenn ich ein Vöglein wär
- Wer hat die schönsten Schäfchen

Anschütz ist auch der Librettist des Singspiels Johann von Nepomuk, Musik: Carl Loewe.

### Veröffentlichungen
- Musikalisches Schulgesangbuch : nach einer genauen Stufenfolge vom Leichtern zum Schwerern in drei Heften
  - Erster [!] Heft. Reclam, Leipzig 1824 (Digitalisat in der Herzog August Bibliothek Wolfenbüttel).
  - 2. Heft. Reclam, Leipzig 1828.
  - 3. Heft: Ausgewählte Gesänge mit Begleitung des Pianoforte. Reclam, Leipzig 1830.
- Heitere Lieder für fröhliche kindliche Sänger nebst 24 leichten Melodien. Schlosser, Augsburg 1849.
- Die Leipziger Schlacht. Tagebuchaufzeichnungen. Hedrich, Leipzig 1924.